# Discolobium pulchellum
Discolobium pulchellum är en ärtväxtart som beskrevs av George Bentham. Discolobium pulchellum ingår i släktet Discolobium och familjen ärtväxter. Inga underarter finns listade i Catalogue of Life.